# Forre laviche del Fiume Simeto
Forre laviche del Fiume Simeto este o arie protejată (arie specială de conservare — SAC, sit de importanță comunitară — SCI) din Italia întinsă pe o suprafață de 1.377 ha, integral pe uscat.

## Localizare
Centrul sitului Forre laviche del Fiume Simeto este situat la coordonatele 37°45′05″N 14°46′57″E / 37.751389°N 14.7825°E.

## Înființare
Situl Forre laviche del Fiume Simeto a fost declarat sit de importanță comunitară în septembrie 1995 pentru a proteja 6 specii de animale. Situl a fost protejat și ca arie specială de conservare în decembrie 2015.

## Biodiversitate
Situată în ecoregiunea mediteraneană, aria protejată conține 12 habitate naturale: Pseudostepă cu ierburi și specii anuale de Thero-Brachypodietea, Râuri mediteraneene cu debit permanent cu specii de Paspalo-Agrostidion și galerii riverane de Salix și de Populus alba, Iazuri temporare mediteraneene, Galerii de Salix alba și de Populus alba, Râuri mediteraneene cu debit permanent și vegetație de Glaucium flavum, Grohotișuri termofile și vest-mediteraneene, Galerii și tufărișuri riverane sudice (Nerio-Tamaricetea și Securinegion tinctoriae), Tufărișuri termo-mediteraneene și de pre-deșert, Păduri de stejar alb estice, Râuri mediteraneene cu debit intermitent, cu specii de Paspalo-Agrostidion, Lacuri eutrofice naturale cu vegetație de tip Magnopotamion sau Hydrocharition, Câmpuri de lavă și excavații naturale.
La baza desemnării sitului se află mai multe specii protejate:
- păsări (4): pescăruș albastru (Alcedo atthis), Alectoris graeca whitakeri, Falco biarmicus, șoim călător (Falco peregrinus)
- pești (1): Rutilus rubilio
- reptile (1): Emys trinacris

Pe lângă speciile protejate, pe teritoriul sitului au mai fost identificate 6 specii de plante, 3 specii de păsări, 4 specii de amfibieni, 1 specie de mamifere, 62 de specii de nevertebrate, 6 specii de reptile.